# Zygmunt Czajkowski
Zygmunt Rafał Czajkowski (ur. 2 sierpnia 1935 w Kurowie) – polski działacz samorządowy i partyjny, w latach 1977–1988 naczelnik i prezydent Puław.

## Życiorys
Syn Romana i Anny. W 1974 ukończył studia z administracji na Uniwersytecie Marii Curie-Skłodowskiej, a w 1975 – Wieczorową Szkołę Aktywu. W 1959/61 wstąpił do Polskiej Zjednoczonej Partii Robotniczej, działał także w Związku Młodzieży Polskiej i Ochotniczej Rezerwie Milicji Obywatelskiej. Początkowo pracował jako księgowy w Miejskim Handlu Detalicznym w Puławach, następnie od 1958 do 1960 referent skupu przy Prezydium Gromadzkiej Rady Narodowej w Kurowie. Od 1960 do 1975 pracownik Prezydium Powiatowej Rady Narodowej i następnie Urzędu Powiatowego w Puławach, gdzie kierował Wydziałem Skupu i Wydziałem Spraw Wewnętrznych. Pozostał I sekretarzem Komitetu Zakładowego PZPR i I sekretarzem POP PZPR w tych jednostkach, a od 1977 wchodził w skład egzekutywy Komitetu Miejskiego PZPR w Puławach. W 1975 powołany na stanowisko zastępcy naczelnika Puław, w 1977 przeszedł na fotel naczelnika miasta. W 1984 funkcja ta została przekształcona w stanowisko prezydenta miasta w związku z przekroczeniem liczby 50 tysięcy mieszkańców. W 1988 zrezygnował ze stanowiska. W III RP działał jako wspólnik przedsiębiorstwa.